# سارا پرایس
سارا پرایس (به انگلیسی: Sarah Price) (زادهٔ ۱۹ آوریل ۱۹۷۹) شناگر اهل بریتانیا است.